# キャズム (アルバム)
『キャズム』 (英語: Chasm) は、日本の作曲家である坂本龍一の14枚目のオリジナル・アルバム。
2004年2月25日にワーナーミュージック・ジャパンからリリースされ、プロデューサーは坂本が担当し、3月24日にはLPレコードがリリースされた。
オリジナル・アルバムとしては『スムーチー』（1995年）以来9年ぶりで、坂本が得意とする「クラシカル」な音楽と「エレクトリカル」な音楽の融合を目指した作品である。モチーフとしては、反戦への思いが強く現れている。坂本は、地雷除去キャンペーンなどで反戦をすでに表明していたが、自宅のあるニューヨークで9.11アメリカ同時多発テロ事件を間近に経験し、その後に続くイラク戦争にも強い懸念を抱いていた。反戦の理想と現実の狭間に生じる怒り、悲しみ、挫折、不安、そして希望といったものが坂本なりに表現されている。
このアルバムの楽曲を元にリミックスされたアルバム『ブリコラージュ』（2006年）がリリースされた。

## 収録曲

### 日本盤
1. undercooled
  - 作詞：MC Sniper / 作曲：坂本龍一
詳細はシングル『アンダークールド』を参照。
2. coro
  - 作曲：坂本龍一
アニメ映画『アップルシード』で使われた。タイトルはラテン系の言葉で、元はギリシャ語の「合唱」という意味。延々と続くドラムパターンをエフェクター コルグ・Kaoss Padで編集した1トラックのみという曲。サウンド・プログラミングは小山田圭吾、坂本龍一。
3. War & Peace
  - 作詞：アート・リンゼイ / 作詞原案・作曲：坂本龍一
チェロはジャキス・モレレンバウム、ギターでLuiz Brasil、パーカッションにMarcelo Costa、Medicineドラムで細野晴臣が参加。ジョビン的なものとミニマル音楽の融合を目指して作成されたループが原型。ラヴェルのボレロのように、曲が進むにつれて楽器が一つずつ増えるのが特徴。歌詞は「イラク戦争」に対する「戦争と平和」に関する内容。声は20人の普通の人を集めて、歌詞を朗読させ、それを坂本が編集した。この曲の日本語版がTBS『筑紫哲也 NEWS23』にて放送されたことがある。2007年7月7日にはLive EarthにてYMOとしてこの曲が演奏された。
4. CHASM
  - 作曲：坂本龍一
アルバムのタイトルナンバーとなった曲で、「ジョビンから得たものを自分の音楽として表す」きっかけとなったもの。坂本が即興で作成した音をミニマルに編集した。
5. World Citizen - I won't be disappointed / looped piano
  - 作詞：デヴィッド・シルヴィアン / 作曲：デヴィッド・シルヴィアン、坂本龍一
ヴォーカルはデヴィッド・シルヴィアン、エレクトリックギターにAmadeo Pace、CDJ-800に小山田圭吾が参加。J-WAVE開局15周年テーマ曲でもあるシングル「World Citizen-I won't be disappointed」の原曲。「美しく、静か」な4つのピアノ音をループにしている。2006年、映画『バベル』にて使用された。
6. only love can conquer hate
  - 作曲：坂本龍一
2002年4月に作成したアンビエントな曲。水や鳥の音はケニアのトゥルカナ湖で録音したもの。テルミンも使用している。曲のタイトルはマーヴィン・ゲイの「What's Going On」の中の歌詞の一節である。イラク戦争開始直後に行われた25万人のデモ行進に参加していた一人のプラカードの言葉が印象に残っていたために名付けた。2006年、映画『バベル』にて使用された。
7. Ngo / bitmix (new balance CM theme song)
  - 作詞・作曲：坂本龍一 / ブラジル系ポルトガル語翻訳：Maucha Adnet
2003年5月にニューバランスのCF曲として使用されたボサノヴァ・ヴァージョンとこの曲が同時に作られた。
8. break with
  - 作曲：坂本龍一
「Seven Samurai - ending theme」で使われている音とニューヨークのタクシー運転手の声だけが使用されており、エフェクタがほとんど使われていない。曲のタイトルは「訣別する」という意味で、イラク戦争を始めたアメリカとの訣別を意味している。
9. +pantonal
  - 作曲：坂本龍一
スケッチ・ショウの「wonderful to me」にインスピレーションを受けてできた曲。当初、ジェームス・ブラウンの「The Payback」をカヴァーすることも考えていたが、結局、タイの僧の声を使用した。曲のタイトルは「汎調性」という意味。
10. the land song - music for Artelligent City / one winter day mix
  - 作曲：坂本龍一
六本木ヒルズのテーマソングとして採用された曲より先にできたヴァージョン。篳篥（ひちりき）は本橋文、アコーディオンはギル・ゴールドスタイン（Gil Goldstein）、ホイッスルはカルロス・ヌニェス（Carlos Nunez）が演奏。篳篥や竜笛やアコーディオンが取り入れられた、ボサノヴァのようなさわやかさを持つ明るい曲。
11. 20 msec.
  - 作曲：坂本龍一
2003年5月15日にピアノで即興で作成した音を1個ずつ切り離して逆回転にしている。
12. laménto
  - 作曲：坂本龍一
タイトルは「嘆き」という意味。坂本の足音が入っている。
13. World Citizen / re-cycled
  - 作詞・作曲：デヴィッド・シルヴィアン
エレクトリックギターに小山田圭吾が参加。
14. Seven Samurai - ending theme (music for PS2 game "Seven Samurai 20XX")
  - 作曲：坂本龍一
篳篥に本橋文、尺八に藤原道山、二胡に姜建華（ジャン・ジェン・ホワ）、古筝（こそう）に姜小青（ジャン・シャオチン）、ヴォーカル（モンゴルの長歌）はSharyn Chimedtseyeが参加。2002年8月15日に録音。坂本自身は「10年に1曲」と思うほど気に入っている。サビがYMOの「テクノポリス」と同じであると後日コメントしている。坂本のアルバム『/04』にてピアノと尺八でアレンジされたバージョンがカバーされている。

### アナログ盤

#### A面
1. undercooled
2. coro
3. War & Peace
4. World Citizen - I won't be disappointed / looped piano
5. Ngo / bitmix

#### B面
1. +pantonal
2. the land song - music for Artelligent City / one winter day mix
3. 20 msec.
4. World Citizen / re-cycled
5. Seven Samurai - ending theme (music for PS2 game "Seven Samurai 20XX")

### INTERNATIONAL盤
the land song - music for Artelligent City / one winter day mix が削除されWorld Citizen / re-cycledとSeven Samurai - ending theme (music for PS2 game "Seven Samurai 20XX")の間にsongとwordの2曲が追加され全15曲収録されている。PR0M0でDIGIPAK仕様の「ADVANCE CD : ON SALE JUNE 2004 : RYUICHI SAKAMOTO CHASM」がジャケ違いで配布されている。
中国で発売されたものには、「coro」が削除されているものもある。

### iTunes(INTERNATIONAL)盤
iTunesで配信されているバージョンでは、上記のINTERNATIONAL盤の15曲に加え17.が追加されており、全16曲となっている。
従って、Chasmの完全盤はインターナショナル盤で削除された「the land song - music for Artelligent City （one winter day mix）」を加えると、全17曲となる。また、日本のiTunesでも同内容で配信されている。